# Prelatura territorial de Aiquile
La prelatura territorial de Aiquile (en latín: Praelatura Territorialis Aiquilensis) es una circunscripción eclesiástica de la Iglesia católica en Bolivia. Se trata de una prelatura territorial latina, sufragánea de la arquidiócesis de Cochabamba. Desde el 25 de marzo de 2009 su prelado es Jorge Herbas Balderrama, de la Orden de Frailes Menores.

## Territorio y organización
La prelatura territorial tiene 23 325 km² y extiende su jurisdicción sobre los fieles católicos de rito latino residentes en parte del departamento de Cochabamba, en donde comprende las provincias de: Campero, Mizque, Carrasco y parte de la de Tiraque. En esta región geográficamente vasta el 60% de la población pertenece al área rural, y están repartidos en unas 800 pequeñas comunidades. La población es predominantemente campesina, de cultura y habla quechua, dedicada principalmente a la actividad agropecuaria y ganadera en pequeña escala. Según el mapa de pobreza publicado por el Instituto Nacional de Estadística, esta zona se encuentra entre las más deprimidas de Bolivia, alcanzando hasta un 60% de familias que viven por debajo de la línea de la pobreza.
La sede de la prelatura territorial se encuentra en la ciudad de Aiquile, en donde se halla la Catedral de San Pedro Virgen de la Candelaria.
En 2021 en la prelatura territorial existían 14 parroquias.

## Historia
La prelatura territorial fue erigida el 11 de diciembre de 1961 con la bula Cum venerabilis Frater del papa Juan XXIII, obteniendo el territorio de la diócesis de Cochabamba (hoy arquidiócesis). El primer obispo fue el misionero franciscano de Trento (Italia) Jacinto Eccher, quien fue consagrado en su tierra natal el 1 de abril de 1962 y llegó a Aiquile para tomar posesión de su cargo episcopal el 19 de agosto de 1962. Los restos mortales de Eccher descansan en la nueva catedral de Aiquile, construida después de un terremoto que asoló toda esta región en 1998.
Desde la erección de la prelatura, y por mucho tiempo, el obispo contó solamente con la colaboración de la provincia franciscana de Trento, la que envió a numerosos misioneros que dejaron su vida y labor en esta región, gracias al apoyo de Trento también se pudieron construir y mantener innumerables obras destinadas espacialmente a la salud y educación, en todo el territorio de la prelatura territorial.
Originalmente sufragánea de la arquidiócesis de Sucre, el 30 de julio de 1975 pasó a formar parte de la provincia eclesiástica de la arquidiócesis de Cochabamba.
El segundo prelado de Aiquile fue Adalberto Arturo Rosat, misionero franciscano de Trento llegado a esa tierra en 1958. Su consagración episcopal fue el 1 de febrero de 1987, víspera de la fiesta de la Virgen de Candelaria, patrona de Aiquile.
El obispo prelado Jorge Herbas Balderrama, franciscano boliviano procedente de la parroquia de Mizquea asumió el gobierno de la prelatura el 24 de marzo de 2009. 

## Estadísticas
Según el Anuario Pontificio 2022 la prelatura territorial tenía a fines de 2021 un total de 369 800 fieles bautizados.
| Año                                                                             | Población            | Población | Población      | Sacerdotes | Sacerdotes    | Sacerdotes    | Bautizados por sacerdote | Diáconos permanentes | Religiosos | Religiosos | Parroquias |
| Año                                                                             | Bautizados católicos | Total     | % de católicos | Total      | Clero secular | Clero regular | Bautizados por sacerdote | Diáconos permanentes | Varones    | Mujeres    | Parroquias |
| ------------------------------------------------------------------------------- | -------------------- | --------- | -------------- | ---------- | ------------- | ------------- | ------------------------ | -------------------- | ---------- | ---------- | ---------- |
| 1966                                                                            | 80 000               | 80 500    | 99.4           | 17         |               | 17            | 4705                     |                      | 2          | 6          | 8          |
| 1970                                                                            | 90 000               | 90 000    | 100.0          | 17         |               | 17            | 5294                     |                      | 20         | 8          | 8          |
| 1976                                                                            | 99 000               | 100 000   | 99.0           | 24         |               | 24            | 4125                     |                      | 27         | 12         | 8          |
| 1980                                                                            | 113 800              | 117 000   | 97.3           | 19         |               | 19            | 5989                     | 1                    | 23         | 23         | 8          |
| 1990                                                                            | 133 000              | 137 300   | 96.9           | 16         | 1             | 15            | 8312                     |                      | 17         | 32         | 12         |
| 1999                                                                            | 270 000              | 300 000   | 90.0           | 27         | 17            | 10            | 10 000                   |                      | 13         | 67         | 8          |
| 2000                                                                            | 270 000              | 300 000   | 90.0           | 25         | 16            | 9             | 10 800                   |                      | 12         | 72         | 9          |
| 2001                                                                            | 270 000              | 300 000   | 90.0           | 29         | 19            | 10            | 9310                     |                      | 12         | 74         | 12         |
| 2002                                                                            | 195 000              | 210 000   | 92.9           | 29         | 19            | 10            | 6724                     |                      | 13         | 77         | 14         |
| 2003                                                                            | 195 000              | 210 000   | 92.9           | 31         | 18            | 13            | 6290                     |                      | 16         | 75         | 14         |
| 2004                                                                            | 190 000              | 220 000   | 86.4           | 32         | 20            | 12            | 5937                     |                      | 16         | 77         | 14         |
| 2013                                                                            | 329 000              | 366 000   | 89.9           | 19         | 14            | 5             | 17 315                   |                      | 7          | 70         | 15         |
| 2014                                                                            | 334 000              | 372 000   | 89.8           | 23         | 19            | 4             | 14 521                   |                      | 6          | 70         | 14         |
| 2016                                                                            | 344 269              | 382 859   | 89.9           | 21         | 17            | 4             | 16 393                   |                      | 6          | 62         | 14         |
| 2019                                                                            | 359 500              | 399 800   | 89.9           | 18         | 15            | 3             | 19 972                   |                      | 4          | 65         | 14         |
| 2021                                                                            | 369 800              | 411 180   | 89.9           | 16         | 14            | 2             | 23 112                   |                      | 3          | 69         | 14         |
| Fuente: Catholic-Hierarchy, que a su vez toma los datos del Anuario Pontificio. |                      |           |                |            |               |               |                          |                      |            |            |            |

Hay en la prelatura territorial 80 religiosas y 300 catequistas.

## Episcopologio
- Jacinto (Giacinto) Eccher, O.F.M. † (16 de diciembre de 1961-22 de noviembre de 1986 retirado)
- Adalberto Arturo Rosat, O.F.M. † (22 de noviembre de 1986-25 de marzo de 2009 retirado)
- Jorge Herbas Balderrama, O.F.M., desde el 25 de marzo de 2009